# تأريخ ماركسي
التأريخ الماركسي (بالإنجليزية: Marxist historiography) أو التأريخ المادي التاريخي (بالإنجليزية: historical materialist) هي مدرسة مؤثرة في التأريخ. تشمل المبادئ الرئيسية للتاريخ الماركسي مركزية الطبقة الاجتماعية والعلاقات الاجتماعية للإنتاج في المجتمعات المنقسمة الطبقية التي تكافح ضد بعضها البعض إلى جانب القيود الاقتصادية في تحديد النتائج التاريخية (المادية التاريخية). يتبع المؤرخون الماركسيون مبادئ تطور المجتمعات المنقسمة الطبقية، وخاصة المجتمعات الرأسمالية الحديثة.
ومع ذلك، فقد تباينت الطريقة التي تطور بها التأريخ الماركسي في سياقات إقليمية وسياسية مختلفة. كان للتأريخ الماركسي مسارات فريدة للتنمية في الغرب وفي الاتحاد السوفيتي والهند وكذلك في التقاليد الأفريقية والأمريكية الأفريقية، بالإضافة إلى التكيف مع جميع هذه الظروف الإقليمية والسياسية المحددة بطرق مختلفة.
قدّم التأريخ الماركسي مساهمات في تاريخ الطبقة العاملة ومنهجية تاريخ الشعب.
يتم انتقاد التأريخ الماركسي أحيانًا باعتباره حتميًا من حيث أنه يفترض اتجاهًا محددًا للتاريخ، نحو حالة نهائية من التاريخ كمجتمع بشري بلا طبقات. يُنظر إلى التأريخ الماركسي داخل الدوائر الماركسية عمومًا على أنه أداة؛ تهدف إلى جعل أولئك الذين يعتبرهم التاريخ مضطهدين إلى الوعي الذاتي وتسليحهم بتكتيكات واستراتيجيات من التأريخ ذاته. بالنسبة لهؤلاء الماركسيين، فهذا يُعتبر مشروعًا تاريخيًا وتحرريًا.
ومع ذلك، ليس كل التأريخ الماركسي اشتراكي. يمكن فصل الأساليب من التأريخ الماركسي، مثل التحليل الطبقي، عن المقاصد السياسية الأصلية للماركسية وطبيعتها الحتمية؛ يصف المؤرخون الذين يستخدمون المنهجية الماركسية، لكنهم يختلفون مع سياسات الماركسية، أنفسهم غالبًا بأنهم مؤرخون «ماركسيون»، وغالبًا ما يشير ممارسو هذا «التأريخ الماركسي» إلى تقنياتهم على أنها «ماركسية».

## ماركس وإنجلز
كانت أهم مساهمة تاريخية لفريدريك إنجلز (1820-1895) في تطوير التأريخ الماركسي هي دير دويتشه باوركريغ (حرب الفلاحين في ألمانيا 1850)، التي حللت الحرب الاجتماعية في ألمانيا البروتستانتية المبكرة من حيث الطبقات الرأسمالية الناشئة. على الرغم من أن حرب الفلاحين الألمان كانت محددة بشكل مفرط، إلا أنها تفتقر إلى المشاركة الصارمة مع المصادر الأرشيفية إذ إنها تجسد اهتمام الماركسيين المُبكر بتاريخ الشعب وفي التحليل الطبقي، إلا أنها تحاول أيضًا إجراء تحليل جدلي.
تشمل أهم أعمال كارل ماركس (1818-1883) في التاريخ الاجتماعي والسياسي، الثامن عشر من برومير لويس بونابرت (1852)، بيان البيان الشيوعي (1848)، الأيديولوجية الألمانية (كتب في عام 1845، ونشر في عام 1932)، وبعض الفصول من كتاب رأس المال (1867-1894)، ترافقت جميعها مع الظهور التأريخي للرأسماليين والبروليتاريين من المجتمع الإنجليزي ما قبل الصناعي.
كانت أطروحة إنجلز تحت عنوان حالة الطبقة العاملة في إنجلترا (بالألمانية: دي لاغ دير أربايتيندن كلاس إن إنجلاند، وتم نشر الترجمة باللغة الإنجليزية في عام 1887) بارزة في إعطاء زخم اشتراكي للسياسة البريطانية منذ ذلك الحين، على سبيل المثال جمعية فابيان.

## العمل والنضال الطبقي
يُعبر مفتاح فهم التأريخ الماركسي هو وجهة نظره عن العمل بحد ذاته. بالنسبة لماركس «الواقع التأريخي ليس سوى العمل الموضوعي وجميع ظروف العمل التي توفرها الطبيعة، بما في ذلك الأجسام العضوية للناس، هي مجرد شروط مسبقة و «لحظات اختفاء» لعملية العمل». هذا التركيز على الشكل الفيزيائي باعتباره العامل المحدد في التأريخ يمثل انفصالًا عن جميع المؤرخين السابقين تقريبًا. حتى طور ماركس نظريته عن المادية التاريخية، كان العامل الحاسم في اتجاه التاريخ نوعًا من القوة الإلهية. من وجهة نظر ماركس للتأريخ «أصبح الله مجرد إسقاط للخيال البشري» والأهم من ذلك «أداة للقمع». لم يعد هناك شعور بالتوجيه الإلهي الذي يمكن رؤيته. لقد تحرك التاريخ بفعل القوة المطلقة للعمل البشري، وكانت جميع نظريات الطبيعة الإلهية مزيجًا من السلطات الحاكمة لإبقاء العمال تحت السيطرة الكاملة. بالنسبة لماركس، «أول عمل تاريخي هو... إنتاج الحياة المادية نفسها». مثلما ممكن أن يتوقع المرء، فإن التأريخ الماركسي لا يبدأ فقط بالعمالة، بل هو ينتهي بالإنتاج: «لا ينتهي التأريخ بأن يتحول إلى «وعي ذاتي» باعتباره «جوهر الروح»، بل توجد فيه نتيجة مادية في كل مرحلة: مجموع القوى المنتجة، وهي علاقة تاريخية بين الأفراد والطبيعة وبعضهم البعض، يتم توزيعها على كل جيل من جيله السابق...».

## آثار التأريخ الماركسي
تميّز التأريخ الماركسي بتأثيره الهائل على التأريخ بشكل عام، ويقارن مع التأريخ التجريبي كواحدة من المنهجيات التأريخية الأساسية والتأسيسية. يستخدم معظم المؤرخين غير الماركسيين الأدوات التي تم تطويرها في التأريخ الماركسي، مثل التحليل الجدلي للتكوينات الاجتماعية أو التحليل الطبقي أو مشروع توسيع نطاق التأريخ إلى التأريخ الاجتماعي. قدّم التأريخ الماركسي أول جهود متواصلة في التاريخ الاجتماعي، وما يزال يمتلك تأثيرًا كبيرًا في هذا المجال. أدت مساهمة التحليل الطبقي إلى تطوير الجنس والعِرق على اعتبارها أدوات تحليلية أخرى.
تُعتبر الماركسية واحدة من التأثيرات الرئيسية على تقاليد مدرسة الحوليات للتأريخ الفرنسي.